# 탄트라 (힌두교)
탄트라(Tantra)는 교의교전(敎義敎典)을 뜻하는 것으로 샤크티파(派)의 경전이다.
힌두교에서 80년경부터 일어난 퇴폐적인 변화를 탄트릭의 경향이라고 하며 이러한 가운데에서 성립된 것이다. 성력(性力) 숭배를 강조하고 두르가 여신을 주로 숭배하는 것을 샤크타파(탄트라파)라고 하는데 여신 라다를 숭배하는 비슈누파의 <탄트라>도 있다.
<탄트라>는 내용적으로 4부(지식·요가·예절·실천)로 구성되는데 난해한 '베다'에 비교하면 하층 계급의 민속 신앙 등을 혼입시켜 평이해졌으며 더구나 윤좌숭배(輪坐崇拜) 등에서는 카스트 외의 천민 계급까지 포함시켜 행하여졌기 때문에 벵골 지방을 중심으로 하여 인도 전체에 퍼지게 되었다. 또한 불교에도 영향을 미쳐서 좌도밀교(左道密敎)의 융성을 촉진하였다.

## 참고 문헌
- 이 문서에는 다음커뮤니케이션(현 카카오)에서 GFDL 또는 CC-SA 라이선스로 배포한 글로벌 세계대백과사전의 내용을 기초로 작성된 글이 포함되어 있습니다.